# Erwin Reiche
Erwin Reiche (geboren 20. Januar 1894 in Berlin; gestorben 22. September 1970 in Ost-Berlin) war ein deutscher Schriftsteller. 

## Leben
Erwin Reiche war ein Sohn des Arztes Hugo Reiche und der Mathilde Bamberg. Reiche besuchte das Köllnische Gymnasium in Berlin und studierte von 1912 bis 1915 und 1917 bis 1921 Rechts- und Staatswissenschaften und Literaturwissenschaften und Theaterwissenschaften an der Universität Berlin. Reiche war von 1915 bis 1917 Soldat im Ersten Weltkrieg. Er machte die zwei juristischen Staatsexamina und wurde 1917 an der Universität Greifswald promoviert. 
Reiche verfasste Dramen (»Der Schrei der Stille«, 1920) und Novellen (»Der zuckende Altar«, 1921). Er arbeitete von 1923 bis 1933 als Rechtsanwalt und Notar und schrieb nebenher Theaterkritiken. 1931 heiratete er die Schauspielerin Friedel Nowack. Er beteiligte sich 1932/33 an der Leitung des Berliner Clubs der Geistesarbeiter, in dem marxistische Schulungen durchgeführt wurden. 
Nach der Machtübergabe an die Nationalsozialisten erhielt Reiche 1933 ein Berufsverbot aus rassistischen Gründen. Im August 1934 wurden er und seine Frau in „Schutzhaft“ genommen, im September wurden sie aus der Haft entlassen. Im Dezember 1935 flohen beide nach Wien und Reiche wirkte dort als künstlerischer Leiter und Regisseur am Kellertheater „Theater für 49“. Im August 1937 emigrierten sie in die Schweiz. Reiche schloss sich der KPD an und wurde Regionalleiter der Bewegung Freies Deutschland. 
1946 kehrten beide nach Berlin zurück, und Reiche wurde im Mai 1946 Leiter des Theater-Referats bei der Deutschen Verwaltung für Volksbildung. Von August 1947 bis April 1948 war er Leiter der Abteilung Kulturpolitik im Berliner Rundfunk. 
Reiche war mehrfach schwer krank, und Sanatoriumsaufenthalte unterbrachen seine berufliche Karriere. 
1948/49 baute er in Weimar den Verlag „Werden und Wirken“ auf und war dort auch Theaterkritiker für die lokale Presse. 
Reiche wurde dann im Juni 1950 Dramaturg und Chef des Besetzungsbüros im Studio für Spielfilme der DEFA und war dies bis April 1956; danach arbeitete er freiberuflich als Theater- und Fernsehkritiker. Reiche war Herausgeber der Werkausgabe von Erich Weinert.
Reiche war Mitglied im Vorstand des Deutschen Schriftstellerverbandes (DSV). Er erhielt 1958 die Medaille für Kämpfer gegen den Faschismus und 1964 den Vaterländischen Verdienstorden der DDR.

## Werke (Auswahl)
- Der Bühnenvertrieb : Zur rechtlichen Stellung des Aufführungskommissionärs. Greifswald, Jur. Diss., 1917
- Der Schrei der Stille : 3 Bilder. Drama. Berlin : Boll & Pickardt, 1920
- Der zuckende Altar. Novellen. Zeichnungen Willi Jaeckel. Berlin : Reuss & Pollack, 1921
- Funkrecht : Das Recht des Rundfunks. Einführung Hans Bredow. Berlin : C. Heymann, 1925
- 17 Kapitel von Schauspielern und vom Theater. Bern : Francke, 1938
- Luginsschweizerland : bunte Bilder. Bern : Huber, 1939
- (Hrsg.): Dies Buch gehört der Freiheit : Deutsche Dokumente aus 5 Jahrhunderten. Anthologie. Weimar : Kiepenheuer, 1949
- (Hrsg.): Der Kasematten-Wolff. Berlin 1950
- (Hrsg.): Aus Funken werden Flammen. Deutsches Lesebuch. Berlin : Verlag der Nation, 1955